# ژانشنگا
ژانشنگا (به لهستانی:  Rząśnia) یک روستا در لهستان است که در گمینا ژانشنگا واقع شده‌است. ژانشنگا ۱٬۱۰۰ نفر جمعیت دارد.